# Symbolsprache (Informationsübertragung)
Symbolsprache bezeichnet die Übertragung von Informationen über ein Objekt oder einen Sachverhalt in dessen Abwesenheit unter Nutzung von Symbolen.
Die Lautsprache der Menschen, die Schrift als festgehaltene gesprochene Sprache sowie formale Sprachen (Mathematik) und Programmiersprachen (Informatik) sind Symbolsprachen. Auch im Tierreich gibt es mit der Tanzsprache der Honigbienen eine Symbolsprache. Bestimmte Menschenaffen, wie Schimpansen oder Gorillas können in engem Kontakt mit Menschen Symbolsprachen lernen und sich mit ihren menschlichen Betreuern über einfache Sachverhalte verständigen.